# Peter Bossman
Peter Bossman (Nyive, 2 novembre 1955) è un medico e politico ghanese naturalizzato sloveno, sindaco di Pirano dal 2010 al 2018.

## Biografia
Nato a Nyive nei pressi di Ho in Ghana non lontano dal confine con il Togo, Bossman è immigrato in Slovenia come studente di medicina all'Università di Lubiana alla fine degli anni 1970 e, dalla fine degli anni 1980, vive insieme alla moglie Karmen Laković, che è di origine croata, a Lucia nel comune di Pirano, dove esercita la professione di medico.
Bossman parla sei lingue (ewe, inglese, croato, sloveno, serbo e italiano).

## Politica
Bossman è politicamente impegnato nei Socialdemocratici, di cui ha presieduto per anni il comitato locale di Pirano.
Il 24 ottobre 2010, Bossman è stato eletto sindaco di Pirano, sconfiggendo il sindaco uscente Tomaž Gantar con il 51,4% dei suffragi.
La sua elezione ha suscitato l'interesse dei media mondiali in quanto Bossman è ritenuto il primo sindaco nero eletto in un Paese dell'Europa orientale, primato che gli ha valso il nomignolo, da lui peraltro rifiutato, di "Obama della Slovenia".